# Avelina Gil
Avelina Juan-Gil (Laoag, 12 mei 1917- 20 april 2021) was een Filipijns schrijfster.

## Biografie
Avelina Gil werd geboren op 12 mei 1917 in de stad Laoag in de Filipijnse provincie Ilocos Norte. Haar vader Valentin S. Juan was kapitein in de Philippine Constabulary. Haar moeder Visitacion Raval was school supervisor en een politiek en maatschappelijk leider. Gil behaalde in 1932 haar leraarsdiploma aan de Zamboanga Normal School. In 1936 behaalde ze op 19-jarige leeftijd haar Bachelor of Science aan de University of the Philippines. Veel later voltooide ze in 1955 ook nog een master-opleiding Engels aan de University of Santo Tomas. Ook begon ze aan een doctorsopleiding. Deze brak ze wegens tijdsgebrek echter af. Ze begon in 1938 met lesgeven aan de Zamboanga Normal School. Later doceerde ze op scholen in Lucena en Bacolod. Na de oorlog gaf ze les op het Philippine Normal College, de University of San Carlos en de University of the East. Na haar pensionering als docent was ze van 1977 tot 1988 hoofdredacteur bij Phoenix Publishing House in Manilla.
Naast haar werk als docente schreef ze gedichten, kinderboeken en essays. Ook schreef ze meer dan 35 studieboeken, waaronder: Reading for Skill and Growth, Reading for Skill and Pleasure en Graceful Living. In 2013, op 95-jarige leeftijd, publiceerde ze nog een boek genaamd: Narratives Old & New: And Other Selections. Voor haar werk als schrijfster kreeg ze diverse onderscheidingen, waaronder een National Centennial-Women Sector Award in 1998 en een Distinguished Achievement in Education Award voor uitmuntend studieboekschrijfster van het UP Education Alumni Association.
Avelina Gil overleed in 2021 op 103-jarige leeftijd. Ze was getrouwd met Genero Gil en kreeg samen met hem tien kinderen, van wie er vier de volwassen leeftijd bereikten.